# アレース4 (スタートレック)
アレース4（Ares IV）は、テレビドラマ『スタートレック:ヴォイジャー』に登場する架空の宇宙船。ISA（International Space Agency）が運用した火星探査船である。

## 概要
第128話「電磁空間アレース4」（原題：ONE SMALL STEP）に登場。
有人火星探査を目的とした（作中における）初期の宇宙船で、アポロ宇宙船と同様に司令船と着陸船からなる。司令船は全長46メートル、重量92トン（メートルトン）。船体の材質はチタンとポリマーの合成物で、第三世代イオンエンジンを動力とする。司令船は周囲の探査などに用いられるトランスペクトルイメージ装置を装備。また、着陸船には有人のマーズ・ローバーが搭載されている。船体にはISAのエンブレムが描かれているが、管制はNASAのヒューストン宇宙センターから行われていた。
乗船した宇宙飛行士はジョン・マーク・ケリー中尉、ローズ・クマガワ、アンドレイ・ノヴァコビッチの3名であり、うちクマガワとノヴァコビッチは上陸班として火星に着陸し、ケリー中尉は火星周回軌道上の司令船に残留していた。

## 作中での登場
上陸班による調査活動の完了が近づいていた2032年10月19日、火星近傍にのちに電磁空間（Graviton ellipse）と呼ばれることになる宇宙異常現象が出現し、司令船に接近。ケリー中尉がトランスペクトルイメージ装置でデータの収集を開始した直後の9時22分、司令船は電磁空間に飲み込まれ、ケリー中尉とともに消息を絶った。その後、上陸班は待機の後に救助船に回収され、この事故を受けてアレース4以降の火星探査計画は中止された。
当時、ケリー中尉は電磁空間との接触と同時に即死したと考えられていたが、実際には電磁空間内で10月29日（船内時間）まで生存していた。ケリー中尉はその間にトランスペクトルイメージ装置で電磁空間内のデータ収集・分析を行っており、地球外文明の宇宙船の残骸も発見している。10月25日にイオンエンジンを点火し電磁空間からの脱出を試みるが失敗し、全システムが故障。司令船もパワーの減退を起こした。その後、ケリー中尉は生命維持装置に使用されるパワーまでもトランスペクトルイメージ装置に回し、探査を続行。未来で司令船を発見するであろう人間に向け、「僕が集めたデータを、人類のために」というメッセージを残し、殉職する。
2376年、デルタ宇宙域を航行中のU.S.S.ヴォイジャーが亜空間から出現した電磁空間と接触。プローブによる調査によって司令船の船体と思しき物質が確認され、司令船の捜索のためにデルタ・フライヤーが電磁空間内に進入し、原型を止めた司令船を発見する。捜索任務のリーダーを務めていたチャコティはトラクター・ビームを用いて司令船をヴォイジャーに持ち帰ろうとしたが、電磁空間と衝突した暗黒物質小惑星の重力変動波の影響でデルタ・フライヤーが損傷し失敗。しかし、転送装置で船内に転送されたセブン・オブ・ナインによって、デルタ・フライヤーの修理に必要なイオン分配装置とともに、ケリー中尉の遺体と彼が収集したデータが持ち帰られている。その後、ヴォイジャーのクルーによってケリー中尉の宇宙葬が行われた。
なお、チャコティやトム・パリスはアレース4の司令船が発見される以前から、ケリー中尉やクマガワをニール・アームストロングやジョン・グレンと同様の宇宙開発のパイオニアとして讃えている。